# Rivière Soliette
La rivière Soliette appelée  Arroyo Blanco en République dominicaine est un cours d'eau du sud-ouest d'Hispaniola qui pend sa source à Haïti puis s'écoule dans la République dominicaine, et qui a son embouchure dans le lac Enriquillo.

## Géographie
La rivière Soliette prend sa source dans le massif montagneux de la chaîne de la Selle en Haïti et coule vers le nord-ouest dans la plaine du Cul-de-Sac sur une vingtaine de kilomètres avant de s'orienter vers le Nord. Après avoir traversé la frontière, elle parcourt une dizaine de kilomètres en République dominicaine et se jette dans le lac Enriquillo après avoir traversée la ville de Jimani.
La rivière Soliette est connue pour ses crues régulières qui provoquent des inondations catastrophiques et meurtrières.